# Uvaria osmantha
Uvaria osmantha este o specie de plante angiosperme din genul Uvaria, familia Annonaceae, descrisă de Friedrich Ludwig Diels. Conform Catalogue of Life specia Uvaria osmantha nu are subspecii cunoscute.